# Nintendo DS
Nintendo DS (яп. ニンテンドーDS, Nintendō Dī Esu) (скорочено NDS або DS) — портативна гральна система компанії Nintendo, випущена у 2004 та 2005. Назва DS є ініціалізмом від "Подвійний Екран" (англ. Dual Screen) або "Система Розробників" (англ. Developer System).
Nintendo DS має розкладний дизайн з двома рідкокристалічними екранами нижній з яких сенсорний(резистивний) , що використовується в багатьох іграх. Спеціальне покриття екрану забезпечує зносостійкість, а додатковий до консолі стилус кріпиться на задній панелі. Консоль має вбудований мікрофон, який використовується в деяких іграх для подачі голосових команд або обміну голосовими повідомленнями з іншими консолями. Nintendo DS підтримує стандарт бездротового зв'язку IEEE 802.11 (Wi-Fi), що дозволяє організувати одночасне підключення 16-ти консолей, що розташовані на відстані до 10-30 метрів один від одного.
Стереозвук Nintendo DS забезпечує ефект «звук навколо» (англ. surround sound), підтримується використання стереонавушників зі стандартним роз'ємом TRS. Оригінальна гарнітура постачається разом з мікрофоном.
З 26 січня 2006 доступна нова версія консолі — Nintendo DS Lite, що відрізняється меншими розмірами, поліпшеним дизайном, а також яскравішими екранами. 2 жовтня 2008 в Токіо була анонсована Nintendo DSi — третя модель сімейства Nintendo DS.

## Технічні характеристики
- Процесор: ARM946E-S — 67 МГц, співпроцесор ARM7TDMI — 33 МГц
- Пам'ять: 4 МБ, 656 КБ відеопам'яті, 512 Кб пам'яті для текстур
- Екран: два окремих РК-дисплея, діагональ 77 мм (3 дюйма), роздільність 256х192 пікселів, до 260 тисяч кольорів. Відстань між екранами — приблизно 21 мм, що еквівалентно 92 «прихованим» рядкам.
- Відеосистема: Підтримка 2D і 3D (T & L, перетворення координат текстур, мапінг текстур, альфа-змішування, згладжування, цел-шейдингу і Z-буферизація), теоретично може перетворювати 120 000 полігонів на секунду (проте, має обмеження на рендер 6144 вершин або 2048 трикутників за один кадр).
- Звук: Стерео, 16-канальний ADPCM/PCM
- Накопичувачі: 1 слот для власних картриджів Nintendo DS, 2 слот для картриджів Nintendo Gameboy Advance
- Зв'язок: IEEE 802.11 (Wi-Fi), для з'єднання використовується власний формат Nintendo. Радіус локальної мережі від 10 до 30 метрів, залежно від умов.
- Управління: сенсорний екран, вбудований мікрофон для голосової ідентифікації, A/B/X/Y кнопки, D-Pad, курки L/R, кнопки Start і Select
- Час роботи: 6-10 годин
- Вага: 275 грамів
- Розміри: 148,7 × 84,7 × 28,9 мм

Особливості: два екрани (нижній сенсорний), мікрофон, стилус, сумісність з Game Boy Advance, вбудоване програмне забезпечення PictoChat, що дозволяє здійснювати обмін повідомленнями 16 консолям в одній з 4 чат-кімнат, годинник, дата, будильник, калібрування сенсорного екрана.
Мова операційної системи — англійська. Мова ігор залежить від використовуваного картриджа.
Колір корпусу: сріблястий, білий, чорний, блакитний, рожевий, червоний, синій.

## Ігри
Для консолі було випущено 1862 гри. Найпопулярнішими, продажі яких склали понад 10 млн копій, стали:
- New Super Mario Bros.
- Nintendogs
- Mario Kart DS
- Brain Age: Train Your Brain in Minutes a Day
- Pokemon Diamond/Pokemon Pearl
- Brain Age 2: More Training in Minutes a Day
- Pokemon Black/Pokemon White
- Animal Crossing: Wild World
- Pokemon HeartGold/Pokemon SoulSilver
- Super Mario 64[4]